# Dalsbruk
Dalsbruk (finska: Taalintehdas) är det största samhället i tidigare Dragsfjärds kommun på Kimitoön i  Egentliga Finland.
År 1686 erhöll myntmästaren Daniel Faxell privilegiebrev för Dahls masugn. Kring denna masugn har sedermera samhället Dalsbruk vuxit fram. Dalsbruk som i alla tider varit bunden till järnindustrin, har i dess hägn upplevt såväl högkonjunkturer som svåra kriser. Stålbearbetning i Dalsbruk skedde tidigare vid FN Steels (tidigare Ovako Dalsbruk) anläggning. Företaget FN Steels gick dock i konkurs under sommaren 2012. Kvar av tillverkning finns systerbolaget FN Dalwire OY, som tillverkar spänntråd för betongelementtillverkning av numera importerad valstråd.
I Dalsbruk finns idag flera nya våningshus, hälsovårdscentral, Kimitoöns andra ämbetshus, två matbutiker, varuhus, klädbutiker, hemtillbehörsaffär, två restauranger, strandhotel, två banker, apotek, Alko, post och en mångsidig gästhamn för fritidsbåtar.

## Historik
År 1686 fick före detta borgmästaren i Malmö, dåvarande myntmästaren, senare assessorn Daniel Faxell från Stockholm tillstånd att uppföra en masugn i kronobyn Dahlen i Kimito socken. Han hade redan tio år tidigare erhållit ett liknande privilegium för ett bruk i Koskis i Bjärnå, men båda dessa lades ned på 1690-talet. Bruket i Dalsbruk lades ner 1693, men togs åter i drift i början av 1700-talet. Under Faxells tid tillverkades tackjärn av svensk malm och utsmiddes senare vid Koskis hammarverk i Tenala. På grund av ekonomiska omständigheter kunde han emellertid inte behålla sina bruk någon längre tid utan de övergick i annan hand.
Bruket, som förstördes under Stora ofreden, var åter i gång 1732, efter att grosshandlaren Mikael Hising 1725 övertagit ruinerna av bruket. Han anlade även Björkboda hammarverk 1732, också beläget i Dragsfjärd, för utsmidande av tackjärn från Dalsbruk. Genom arv övergick de båda bruken senare till släkterna af Peterséns och Ramsay. År 1850 uppfördes den sista masugnen och tre år senare ett manufakturverk, samt 1857 ett gjuteri och en smidesverkstad. Privilegium för ett puddel- och valsverk erhölls 1860 av bruksägaren Wolter Ramsay och från 1880 pågick gjutstålsberedning i Siemens-Martin-ugn vid anläggningen i Dalsbruk, den första i Finland. Ett tyskt bolag, Westfälischer Draht Industrie-Verein, hade då övertagit verksamheten. Genom de utvidgningar som då företogs, och som i stort avsåg fabrikation för den ryska marknaden, tog sig Dalsbruk upp och blev ett av de största i Finland. Till följd av tullförhållandena måste emellertid den stora och lovande driften läggas ned redan 1886. Efter flera års overksamhet inköptes bruket av Dalsbruks Aktiebolag, vars verkställande direktör 1896 blev handlanden, sedermera bergsrådet Edvin Lönnbeck. Nu började en ekonomiskt framgångsrik tid för bruket.
År 1900 fanns två Siemens-Martin-ugnar och Dalsbruk var under detta sekelskifte Finlands största järnverk, som sysselsatte närmare 2 000 arbetare. Med sina anläggningar och talrika arbetarbostäder, sitt post- och telegrafkontor med mera påminde Dalsbruk under denna tid om en liten stad, och bruksugnarnas tjocka rök syntes flera mil ut på havet.
Ett par decennier senare, omkring 1924, fanns på Dalsbruk ugnar för tillverkning av träkol, masugn, martinverk och puddelverk, ett stort verk för valsning av stångjärn av alla dimensioner, vinkeljärn, spantjärn med mera. Därutöver tillverkades kätting för olika behov och spik. Bruket ägde stål- och järngjuterier, ånghammarsmedja, mekanisk verkstad samt ett sågverk för eget behov. Bruket hade vid denna tid omkring 1 000 anställda. Mest imponerande var brukets stålgjuterier, som framför allt hade sin marknad i Finland, men också delvis för export till utlandet. Tillverkningen av propellrar var en specialitet, och många studier ägnades åt framställningen av denna produkt. Propellern finns med i Dragsfjärds och sedan 2009 också Kimitoöns kommunvapen.
År 2012 gick FN Steel i konkurs. Företaget ägde då mycket av stålindustrin och också den tidigare stålleverantören Koverhar; konkursen slog hårt mot orten. År 2017 köptes största delen av konkursboets fastigheter av bolag grundade av kommunen och lokala näringsidkare, vilket bland annat möjliggör öppnande av hamnen.

## Sevärdheter
- Dalsbruks kyrka byggdes i slaggsten åren 1921–1922.
- Dalsbruks bruksmuseum
- Baltic Jazz-festivalen är en av sommaren höjdpunkter (början av juli) i den åboländska skärgården.

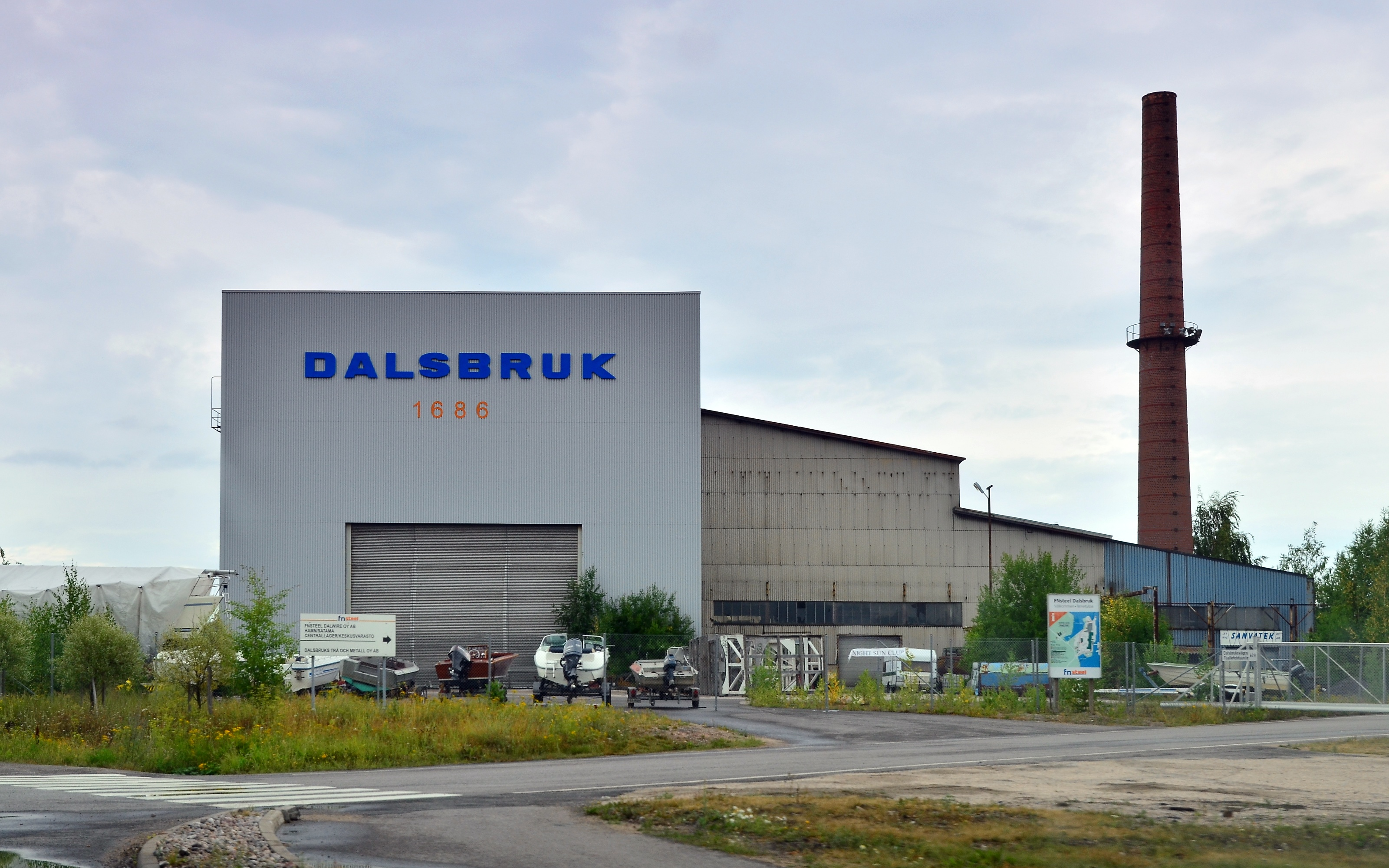
Stålverket var länge den största arbetsgivaren i Dalsbruk.
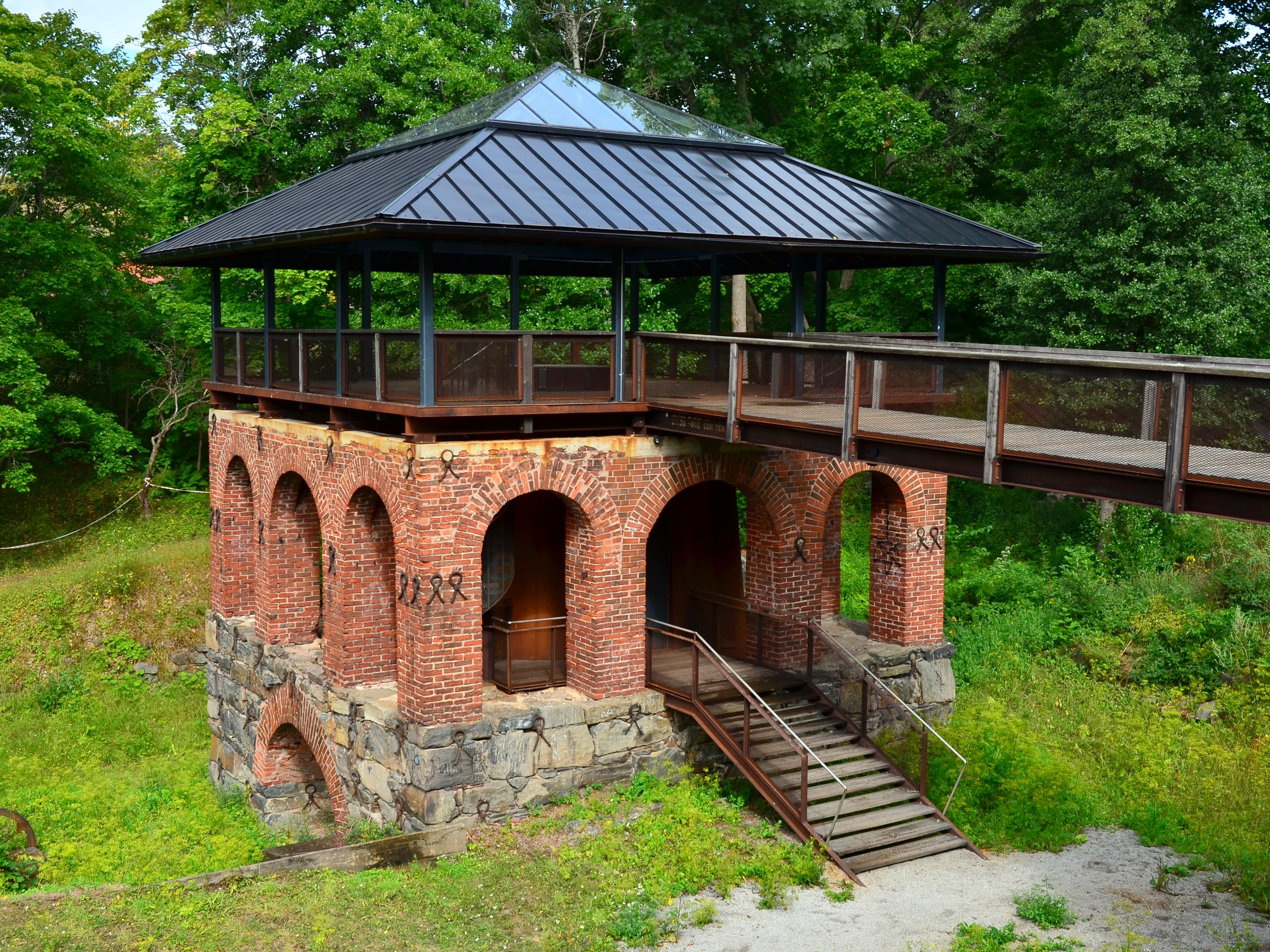
Ruinen av Dalsbruks sista uppförda masugn, stod färdig 1850.
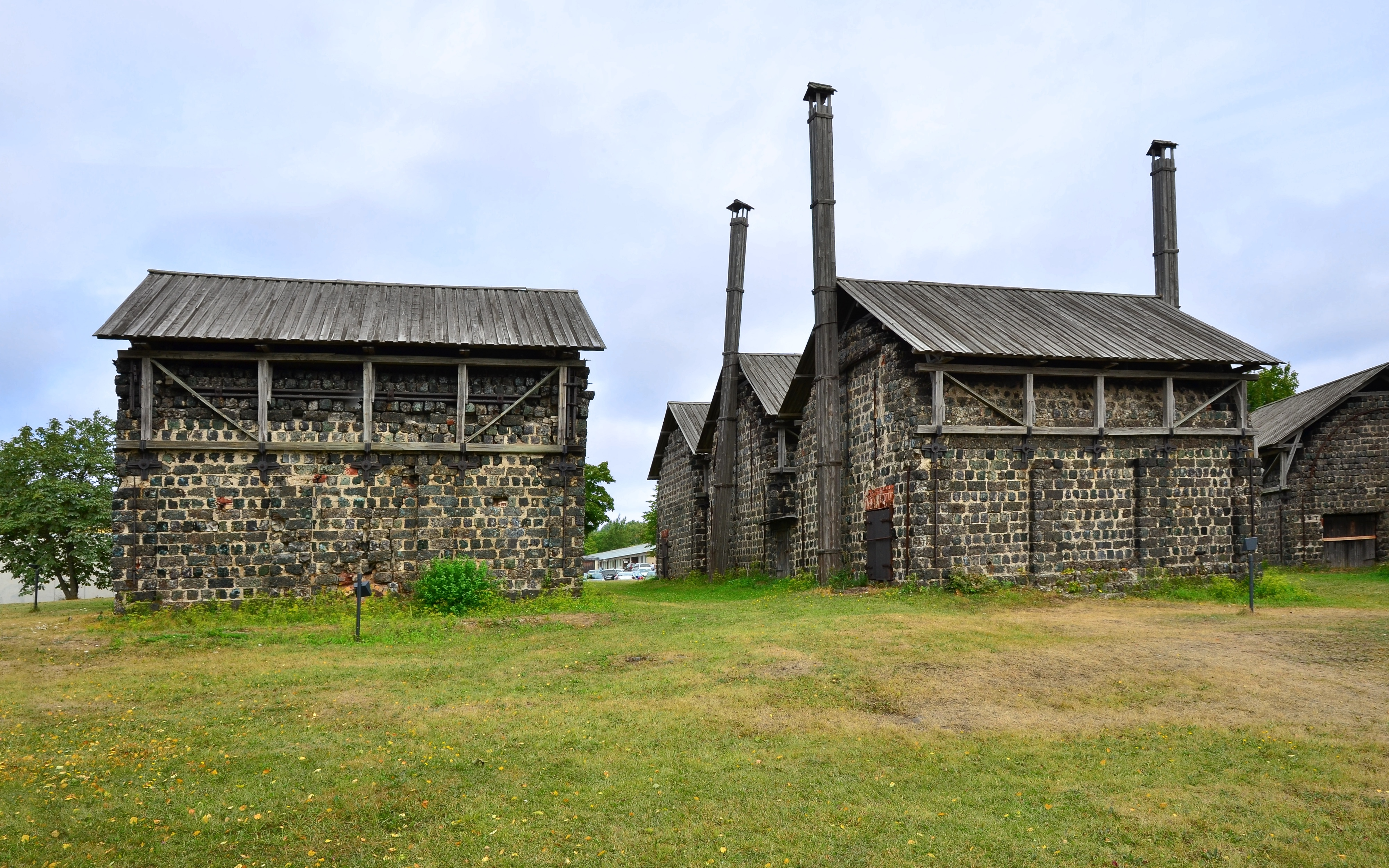
Kolugnarna i Dalsbruk.
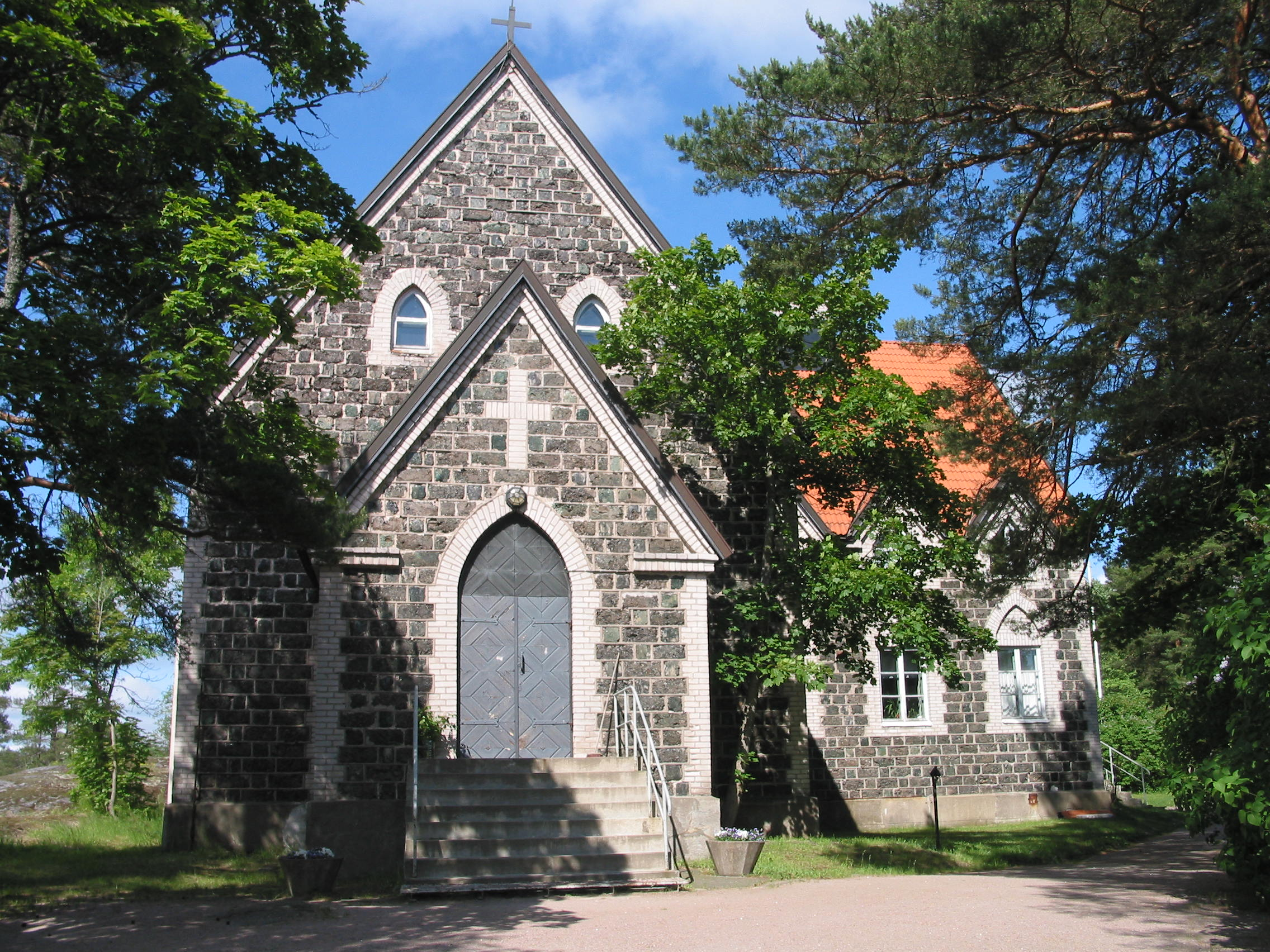
Dalsbruks kyrka.
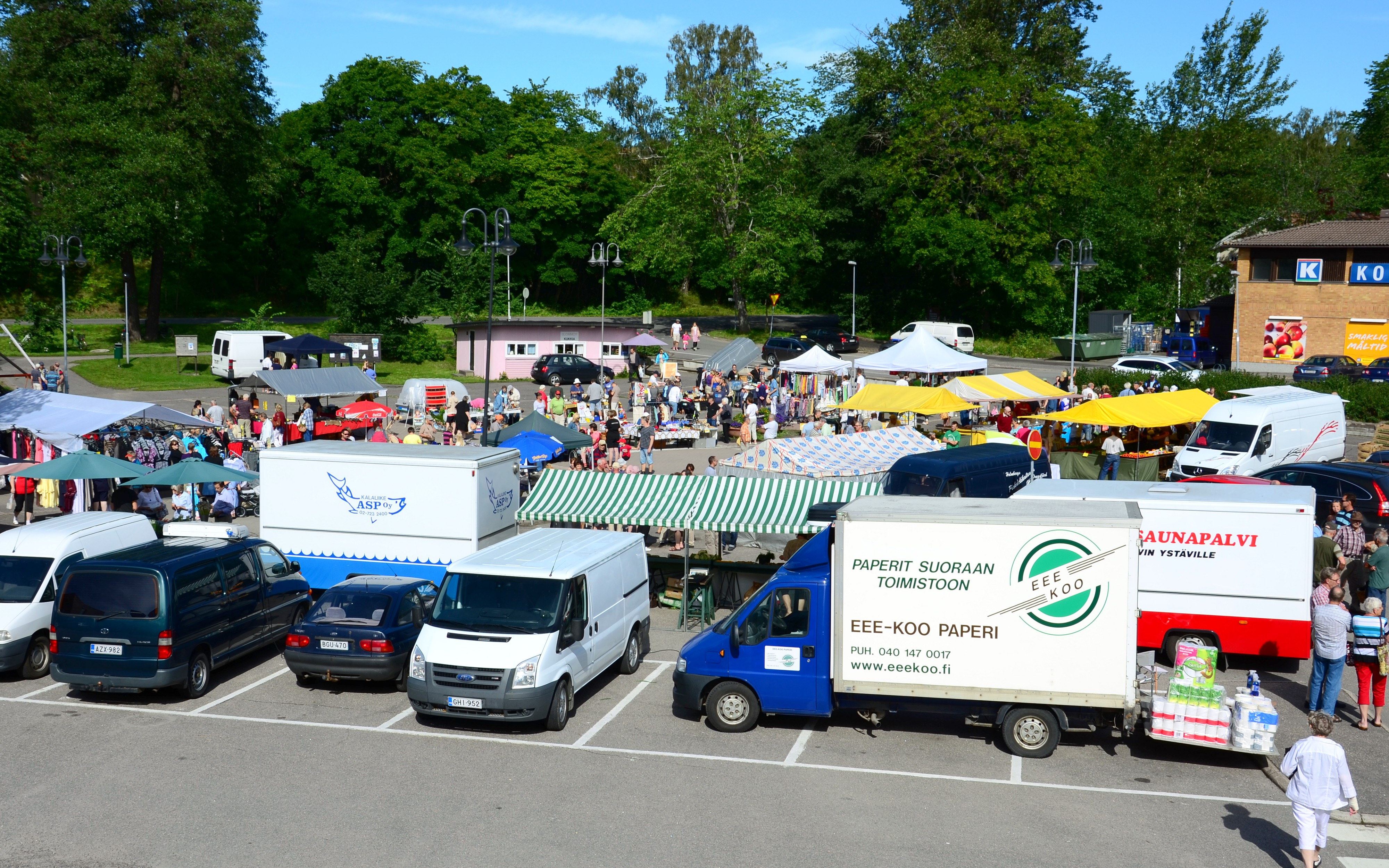
Torghandel på sommartorget.